# Margita Piscová
Margita Piscová (17. června 1925 – 27. května 1985) byla slovenská a československá politička Komunistické strany Slovenska, poslankyně Slovenské národní rady a Sněmovny národů Federálního shromáždění za normalizace.

## Biografie
Po provedení federalizace Československa usedla v lednu 1969 do Sněmovny národů Federálního shromáždění. Nominovala ji Slovenská národní rada, kde rovněž zasedala. Ve federálním parlamentu setrvala do konce funkčního období, tedy do voleb roku 1971.
Publikovala odborné práce na téma správního a komunálního práva.